# Idiocera (Euptilostena) knowltoniana
Idiocera (Euptilostena) knowltoniana is een tweevleugelige uit de familie steltmuggen (Limoniidae). De soort komt voor in het Nearctisch gebied.